# TVP Rozrywka
TVP Rozrywka — польський національний тематичний телеканал суспільного мовлення з центром мовлення у Варшаві.
Програма каналу присвячена розважальній тематиці.

## Історія
Запуск розважального телеканалу від TVP планувався на 1 січня 2007 року, однак його мовлення не було розпочато. 21 листопада 2012 року канал отримав ліцензію на мовлення. Запущений 15 квітня 2013 року. Сигнал каналу некодований та доступний на кабельних та супутникових платформах.
У зв'язку з трансляцією Чемпіонату світу з футболу 2018 року 7 червня 2018 року канал був замінений на мультиплексі MUX3 на «TVP Sport». За півроку, 22 грудня 2018 року, «TVP Rozrywka» повернувся на платформу DVB-T у мультиплексі MUX8. З 28 березня по 2 квітня 2020 року канал був доступний одночасно на мультиплексах MUX3 та MUX8, а з 2 квітня того ж року лише в MUX3, у зв'язку з трансляцією шкільної тематики від TVP на польських телевізійних каналах, доступних у тому ж мультиплексі.